# Гай, Ричард Кеннет
Ричард Кеннет Гай (Richard Kenneth Guy; 30 сентября 1916, Нанитон, Англия — 9 марта 2020) — британский математик.

## Математика
Ричард Гай является соавтором (вместе с Джоном Конвеем и Элвином Берлекампом) двухтомника Winning Ways for your Mathematical Plays, посвящённого комбинаторной теории игр, математическим играм и головоломкам.
Автор книги «Нерешённые проблемы теории чисел» (Unsolved Problems in Number Theory, ISBN 0-387-94289-0), а также свыше 100 статей и книг в комбинаторной теории игр, теории чисел и теории графов.
Ричарду Гаю принадлежит авторство полусерьёзного «усиленного закона малых чисел», формулировка которого звучит следующим образом:
|  | Малых чисел недостаточно, чтобы удовлетворить многочисленные запросы к ним. |

В конце 1950-х годов Гай открыл унистабильный многогранник с 19 гранями, этот рекорд продержался до 2012 года, когда был найден унистабильный многогранник с ме́ньшим числом граней.
В 1970 году Ричард Гай обнаружил планер в «Жизни» Конвея.
Гай является соавтором Эрдёша в четырёх публикациях, поэтому его число Эрдёша равно 1. Гай решил одну из проблем Эрдёша (англ.).
Был профессором университета Калгари с 1965 года.

## Шахматы
Ричард Гай известен как составитель шахматных этюдов. Он составил около 200 этюдов и является соавтором кода Гая — Блендфорда — Ройкрофта, предназначенного для классификации этюдов. Гай работал в шахматном журнале British Chess Magazine с 1948 по 1951 год.

## Семья
Сын Ричарда Гая — Майкл Гай, специалист в информатике и математике.

## Публикации

### Книги
- Richard K. Guy. Unsolved problems in number theory. — 3rd ed. — New York: Springer, 2004. — (Problem books in mathematics). — ISBN 978-0-387-20860-2. — doi:10.1007/978-0-387-26677-0.

### Статьи
- Richard K. Guy. Aviezri Fraenkel and Combinatorial Games // Electronic Journal of Combinatorics[англ.]. — 2001. — Т. 8, № 2.
- Béla Bollobás, Richard K. Guy. Equitable and proportional coloring of trees (англ.) // J. Comb. Theory, Ser. B : journal. — 1983. — Vol. 34, no. 2. — P. 177—186. — doi:10.1016/0095-8956(83)90017-5.
- Richard K. Guy, Gerhard Ringel. Triangular embedding of Kn – K6 (англ.) // J. Comb. Theory, Ser. B : journal. — 1976. — Vol. 21, no. 2. — P. 140—145. — doi:10.1016/0095-8956(76)90054-X.